# Maison mortuaire de Lamentin
La maison mortuaire de Lamentin est un bâtiment civil de Lamentin sur l'île de Basse-Terre dans le département de la Guadeloupe en France. Œuvre de l'architecte Ali Tur réalisée en 1931, le bâtiment est inscrit aux monuments historiques le 28 août 2009.

## Historique
Après que tous les principaux édifices de la ville sont fortement endommagés par l'ouragan Okeechobee en septembre 1928, le Ministère des Colonies confie la reconstruction des bâtiments civils et religieux à l'architecte Ali Tur qui s'attache tout particulièrement à l'homogénéité urbanistique et au style dans le centre-ville de Lamentin. Cette commune regroupe ainsi la plus forte densité des œuvres de cet architecte édifiées en Guadeloupe avec la Justice de paix, l'hôtel de ville, le groupe scolaire, les square et monument aux morts, le marché et enfin l'église de la Sainte-Trinité et le presbytère de Lamentin. Les travaux sont terminés en 1931.
La chambre mortuaire est une des quatre maisons mortuaires subsistantes construites par Ali Tur. Il s'agit d'un petit édifice en béton. Son pignon donne sur la rue. Il porte un fronton lui donnant l'aspect d'un temple. Les défunts y étaient présentés avant inhumation. 